# Igit
Antoine Barrau, dit Igit, né le 17 juillet 1984 à Maisons-Laffitte est un auteur-compositeur-interprète français.

## Biographie
Antoine Barrau grandit dans le Val-d'Oise.
Il étudie pendant trois ans à Ottawa la gestion des affaires et obtient un Bachelor of Business Administration. Passionné de musique il crée le groupe Igit et la communauté du petit monde avec six musiciens, après avoir passé deux ans en Slovénie à jouer notamment de la musique électronique. Il met en scène le court-métrage Les muses ne savent pas lire, chanson du groupe.
Il fait partie également du groupe Lenox avec qui il participe à l'émission Taratata. 
En 2012, dans un registre plus confidentiel, il sort un album de 12 titres, Tombez tambours et autres vagues confidences, en guitare-voix.
En juin 2013, le groupe Igit composé de Hugo Zanghi (contrebasse, basse), Paul Amboise (batterie), Kenzo Zurzolo (claviers) et Antoine, édite un EP Like angels do. 
En 2014, à 29 ans, sous le pseudonyme Igit, il participe à la Saison 3 de The Voice : La Plus Belle Voix en intégrant l'équipe de Garou et en se qualifiant pour la demi-finale,. 
En mars 2015, grâce au financement participatif, Igit sort un second EP Les Voiles sous le label Moonkeys Music. Plusieurs singles en sont extraits : Courir, Je suis libre,,,. L'EP ressort quelques mois plus tard sous le label Parlophone avec le single Ma solitude. 
En mars 2017 sort l'album Jouons dont sont extraits les singles Des conséquences et Joie. L'album contient notamment un duo avec Catherine Deneuve : Noir et blanc,. En 2017 sort également l'album Rio du chanteur Christophe Willem, pour lequel Igit a co-écrit une grande partie des paroles, entre autres pour les quatre extraits Marlon Brando, Rio, Madame et Restart.
En janvier 2022 le quatrième album d'Igit Belle époque contient 5 titres. Deux singles sont extraits Traverser l'existence et Belle époque qui a pour thème le temps qui passe. « Je voulais parler aux gens qui m’entourent, qui ont à peu près mon âge, et apporter une vision optimiste, dire que rien n’est grave »,.

### Eurovision
En janvier 2018, Igit participe à Destination Eurovision, émission qui détermine la chanson de la France au concours Eurovision de la chanson 2018 avec le titre Lisboa Jérusalem et se qualifie pour la finale où il termine à la 5e place.
En 2019 et 2020, il co-écrit avec Barbara Pravi les chansons Bim Bam Toi et J'imagine respectivement présentées au Concours Eurovision de la Chanson Junior 2019 et 2020. Bim Bam Toi, interprétée par Carla, termine cinquième du classement et J'Imagine, interprétée par Valentina, gagne le concours avec 200 points.
Il co-écrit la chanson Voilà de Barbara Pravi, qui gagne Eurovision France, c'est vous qui décidez ! et qui représente la France au concours Eurovision de la chanson 2021. Elle se classe à la seconde place du concours avec 499 points, 25 points derrière la chanson italienne Zitti e buoni, interprétée par le groupe Måneskin.

## Discographie

### Singles
- 2015 : Courir
- 2015 : Je suis libre
- 2015 : Ma solitude
- 2016 : Des conséquences
- 2017 : Joie
- 2018 : Lisboa Jérusalem
- 2021 : Traverser l'existence
- 2021 : Belle époque

### Collaborations
- 2017 : Rio, album de Christophe Willem[24]
- 2019 : Maman me dit et deux autres titres sur l'album Ma voie d'Angélina[25]
- 2019 : Bim bam toi de Carla Lazzari - paroles et musique coécrites avec Barbara Pravi[20]
- 2020 : J'imagine de Valentina - paroles et musique coécrites avec Barbara Pravi[21]
- 2020 : Voilà de Barbara Pravi - paroles et musique coécrites avec Barbara Pravi et Lili Poe[26]